# Philippsruhe (Bayreuth)
Philippsruhe ist ein Wohnplatz der kreisfreien Stadt Bayreuth im bayerischen Regierungsbezirk Oberfranken. Philippsruhe liegt in der Gemarkung Sankt Johannis.

## Geografie
Das heute noch bestehende Nebengebäude trägt die Haus Nr. 1 von Eremitage. In direkter Nachbarschaft ist Monplaisir. Beide Anwesen befinden sich am Rande des Hofgartens.

## Geschichte
Philippsruhe wurde in der ersten Hälfte des 19. Jahrhunderts auf dem Gemeindegebiet von Sankt Johannis gegründet. Das Anwesen trug die Hausnummer 39 von Sankt Johannis. Am 1. April 1939 wurde Philippsruhe nach Bayreuth eingemeindet. Das Hauptgebäude wurde abgerissen. Letztmals verzeichnet war es in einer topographischen Karte von 1968.

### Einwohnerentwicklung
| Jahr        | 001861 | 001871 | 001885 |
| Einwohner   | 9      | 21     | 21     |
| Wohngebäude |        |        | 1      |
| Quelle      | [ 7 ]  | [ 8 ]  | [ 9 ]  |

## Religion
Philippsruhe ist evangelisch-lutherisch geprägt und nach St. Johannis gepfarrt.